# Zaduszniki (województwo podkarpackie)
Zaduszniki – wieś w Polsce położona w województwie podkarpackim, w powiecie mieleckim, w gminie Padew Narodowa.
Przez wieś przepływa Kanał Chorzelowski. Komunikację z Padwią Narodową umożliwiają jej drogi powiatowe nr 715 i 719. Obok wsi biegnie Linia Hutnicza Szerokotorowa.
W Zadusznikach znajduje się rzymskokatolicka kaplica dojazdowa Matki Bożej Częstochowskiej należąca do parafii Przemienienia Pańskiego w Domacynach w dekanacie Baranów Sandomierski w diecezji sandomierskiej.
We wsi urodził się Ignacy Łukasiewicz.
| SIMC    | Nazwa    | Rodzaj    |
| ------- | -------- | --------- |
| 0803555 | Granica  | część wsi |
| 0803561 | Majdanek | część wsi |

## Historia wsi
Kodeks dyplomatyczny Małopolski jest najstarszym źródłem pisanym, które wymienia wieś Zaduszniki. Występują one w dokumencie z 1191 w spisie wsi dających dziesięcinę kolegiacie sandomierskiej. Pierwszy zapis nazwy wsi to Zadusnici.
W 1366 król Kazimierz pozwala Michałowi, dziekanowi kolegiaty, przenieść wieś zapisaną jako Zaduszniki wraz z innymi wsiami na prawo niemieckie. W wieku XV dziekan sandomierski Helias wymienił je z Mikołajem Gołębiowskim herbu Janina w zamian za Motycze Wielkie. Miały wówczas Zaduszniki 3 półłanki kmiece i predium szlacheckie. W 1508 posiadał je z częścią Rybitew i Szczyglicami Piotr Zaduski, a w 1581 Sebastian i Stanisław Zaduscy. W tym czasie było już we wsi 20 kmieci, 3 i 1/2 łana, 14 zagród z rolą, 7 komorników z bydłem, 7 komorników bez bydła i 4 rzemieślników wiejskich.
W 1629 właścicielem wsi położonej w powiecie sandomierskim województwa sandomierskiego był Rafał Leszczyński.
O wsi Zaduszniki pisze "Słownik geograficzny Królestwa Polskiego i innych krajów słowiańskich", według tego źródła w 1895 r. w Zadusznikach żyło 325 mieszkańców (285 religii rzymskokatolickiej i 40 Żydów).
W latach 1975–1998 miejscowość należała administracyjnie do województwa tarnobrzeskiego.